# Kärrkanin
Kärrkanin eller vattenkanin (Sylvilagus aquaticus) hör till släktet bomullssvanskaniner och förekommer i sumpområden och nära vattendrag och vattensamlingar i södra USA. Det finns två underarter, Sylvilagus aquaticus aquaticus och Sylvilagus aquaticus littoralis (Hall, 1981).

## Kännetecken
Kärrkaninen är en av de större arterna i sitt släkte, en fullvuxen individ väger mellan 1,5 och 2,7 kilogram. Kroppslängden med svans är 45 till 55 cm, svanslängden är 5,0 till 7,4 cm, bakfötterna är 9,0 till 11,3 cm långa och öronen är 6,0 till 8,0 cm stora. Den har som de flesta andra bomullssvanskaniner en svans med vit undersida och ganska korta öron. Pälsen på kroppens ovansida är rödbrun till rostbrun med inslag av svart. På strupen och på undersidan förekommer vit päls. Allmänt har artens morrhår en svart färg.

## Utbredning
Kärrkaninen förekommer från östra Texas, Oklahoma och Kansas till South Carolina och från sydligaste Missouri, Illinois och Kentucky till Louisiana och nordvästra Florida. Den listas inte som hotad, men populationstrenden är minskande. Habitatet utgörs av träskmarker och av låglandet i anslut till floder. När låglandet är översvämmad vandrar kärrkaninen till kulliga områden i närheten. Den föredrar områden med ett växttäcke av träd eller buskar och den undviker öppna landskap som jordbruksmark och bredare vägar.

## Levnadssätt
Kärrkaninen lever på olika halvgräs, gräs och örter. Om den hotas kan den fly genom att simma över en å eller en damm, då den har en god simförmåga. Som hos andra kaniner fodrar honan boet med päls.
I sydvästra delen av utbredningsområdet kan honor para sig hela året. Även i andra regioner börjar fortplantningstiden tidig under våren. Beroende på utbrednings föder honor upp till fem kullar per år. En till sex ungar föds per kull. Den första kullen under året har vanligen det minsta antalet ungar. Ungarna föds efter 35 till 40 dagar dräktighet. De är vid födelsen blinda och väger cirka 55g. Ungarna öppnar sina ögon efter 5 till 8 dagar och de lämnar boet efter 12 till 15 dagar. Under de följande dagarna kommer de ibland tillbaka för att dia sin mor. Könsmognaden infaller efter 23 till 30 veckor men de flesta exemplar parar sig lite senare för första gången. Hannarna deltar inte i ungarnas uppfostring.
Hos en flock som hölls i fångenskap upprättade hannarna en hierarki och den dominerande hannen parade sig oftast. Liksom den europeiska kaninen men i motsats till de flesta andra bomullssvanskaniner förekommer avgränsade revir hos arten. Gränserna markeras med doftmärken.
Kärrkaninen har endast ett fåtal fiender i djurvärlden som hundar och mississippialligator.